# 張介 (正德進士)
张介（？—？年），字廉夫，直隶真定府真定縣人，軍籍。明朝政治人物。

## 生平
正德九年（1514年）甲戌科三甲第一百十七名進士，次年授浙江杭州府仁和县知县。